# Český slovosled
Čeština je flektivní jazyk a česká morfologie obvykle umožňuje rozlišit slovní druhy i funkce jednotlivých slov ve větě (podmět, předmět, přísudek, příslovečné určení). To dovoluje velkou variabilitu českého slovosledu, který je využíván (různými mluvčími v různé míře) k vyjádření výpovědní dynamičnosti a aktuálního větného členění. Proto označujeme český slovosled jako volný. Český slovosled výrazně ovlivňuje umisťování příklonek na druhé pozici ve větě. Stejně jako u většiny jazyků se v češtině uplatňuje členská sounáležitost (u členů, které nejsou závislé na slovesu). Nerozvité shodné přívlastky se zpravidla kladou před slovo, které rozvíjejí; rozvité a neshodné přívlastky za slovo, které rozvíjejí. Přes velkou variabilitu je základní slovosled podmět – přísudek – předmět, tedy SVO.

## Základní principy
Český slovosled se označuje jako proměnlivý, není však naprosto volný nebo libovolný. To znamená, že jednotlivé větné členy nemusí být řazeny v pevně daném pořadí. Tento pořádek je značně flexibilní a umožňuje značnou variabilitu sdělení. To je umožněno zejména tím, že čeština je flektivní jazyk a využívá širokou škálu slovních tvarů (daných skloňováním a časováním) k vyjádření syntaktických vazeb. Především skloňování jmen umožňuje rozlišit ve větě podmět a předmět, k čemuž naopak analytické jazyky (nemají rozvinuté skloňování) zpravidla využívají pevný slovosled.
Volný slovosled není v žádném případě libovolný. Musí respektovat logické vazby mezi jednotlivými slovy a některá další pravidla. Mluvčí volí slovosled podle svého komunikačního cíle a emočního stavu.
Slovosled se v češtině řídí těmito principy:
- aktuální větné členění,
- členská sounáležitost,
- postavení přívlastků v nominální skupině,
- postavení klitik.

## Aktuální větné členění
Základním pravidlem, kterým se řídí slovosled v češtině, je tzv. Aktuální větné členění, které je dáno kontextovými vazbami a umožňuje širokou škálu významových rozdílů.

### Objektivní slovosled
Věta obvykle začíná známými fakty (tzv. téma, východisko), vyplývajícími z předchozího textu nebo kontextu (kontextové zapojení). Nová fakta (réma, ohnisko, jádro výpovědi) se umisťují na konec. Srovnej:
- Včera zemřel slavný herec. (Kdo zemřel?)
- (Ten) známý herec zemřel včera. (Kdy zemřel?)

- Byl jednou jeden král. Ten král měl tři dcery.

Réma první věty (král) se stává tématem (východiskem) věty druhé.
V neutrálním sdělení stojí téma na začátku a réma na konci věty, mezi nimi bývá tzv. tranzit. Takovýto slovosled je bezpříznakový a označuje se jako objektivní:
Téma – (tranzit) – réma.

### Subjektivní slovosled
V emotivních sděleních mluvčí často klade réma na začátek věty. Jedná se o tzv. subjektivní slovosled, který je v ústním projevu provázen patřičnou prozódií s umístěním intonačního centra a důrazu na réma:
Příklad:
- Utratil jsem (T) spousty peněz za nesmysly (R). – objektivní slovosled
- Tisíc korun (R) jsem utratil (T) za takový nesmysl! – subjektivní slovosled

Slovosled, který je v běžném kontextu považován za objektivní, se může v jiném kontextu stát subjektivním:
- V České republice (T) se mluví česky (R). – objektivní slovosled (běžné konstatování na otázku, jak se mluví v České republice)
- V České republice (R) se mluví česky (T). – subjektivní slovosled (zdůraznění skutečnosti, že česky se mluví v České republice– a ne v Německu)

## Základní slovosled
Základní typ slovosledu je SVO, tj. podmět (subjekt, S) – přísudek (sloveso, verbum, V) – předmět (objekt, O). Používá se zejména v neutrálních sděleních:
- Petr (S) má (V) nové auto (O).

V případě, že slovní tvary neumožňují rozlišení podmětu a předmětu, je bez znalosti kontextu očekáván slovosled SVO. Obrácený slovosled OVS může vést k nedorozumění, např.:
- Rakousko porazilo Německo v hokejovém zápase.

Není jasné, kdo koho porazil. Bez znalosti kontextu posluchač očekává, že vítězem zápasu bylo Rakousko. Pokud tomu bylo naopak a je potřeba zachovat aktuální členění, je vhodné využít alternativní mluvnický prostředek, např. trpný rod:
- Rakousko bylo poraženo Německem.

## Členská sounáležitost
Členskou sounáležitostí se rozumí, že členy některých skladebných dvojic jsou spolu tak pevně spjaty, že je nelze jiným členem od sebe oddělit. Takto těsné sepětí je podle většiny normativní literatury nezbytné a závazné zejména u neshodného přívlastku vyjádřeného podstatným jménem v 2. pádě, který nesmí být od řídícího jména oddělen ani jiným členem závislým na témž řídicím jménu. Při přemístění řídícího členu se podle zásady členské sounáležitosti přemisťují i jeho členy závislé.
Někdy se též hovoří o projektivitě větných konstrukcí. Strukturu každé věty, která je v souladu s tímto principem, lze znázornit pomocí závislostního stromu, jehož větve se neprotínají. Jinak řečeno, mezi rodičem a přímým potomkem mohou ležet jen přímé nebo i nepřímé potomky daného rodiče.
Neprojektivní konstrukce jsou takové věty, které uvedený princip porušují.
Příklady neprojektivních konstrukcí:
- Kolik je hodin? Přisudková část je, na ní závisí předmětná hodin a hodiny rozvíjí kolik.
- Výstavu lze navštívit do 15. ledna. Základem je lze, na něm závisí navštívit a to je dále rozvito slovem výstavu.

Ve slovosledu se rovněž uplatňuje aktuální členění, a to za předpokladu nenarušitelnosti logických vazeb.
Porušování členské sounáležitosti ve spisovných projevech vzrostlo podle jazykovědců zejména od 40. let 20. století. V oblasti pojmenovávací spisovný jazyk porušuje členskou sounáležitost tehdy, kdy neshodný přívlastek v 2. p. se připojuje k pojmenovací jednotce již složené (základovému pojmenování). Základové pojmenování může být například pevně ustáleným úředním nebo oficiálním názvem nebo ustáleným terminologickým souslovím. V takovém případě může být další přívlastek od řídicího jména oddělen přívlastkem, který je součástí základové pojmenovací jednotky (např. Ministerstvo školství České republiky, observatoř Ondřejov Astronomického ústavu ČSAV, výbor pro obchod a dopravu České národní rady, družstvo žen Lokomotivy Praha, mistrovství Evropy sáňkařů, symfonie Z nového světa Antonína Dvořáka, trasa C metra, vyloučení ze studia pana Nováka, zpráva o prospěchu vedoucího katedry), a to přesto, že to často vede k významové nejednoznačnosti. V pořadí přívlastků se pak projevuje jejich těsnější nebo volnější vztah k řídícímu jménu, z mluvnického hlediska pak jde o postupně rozvíjející přívlastky. Kde jsou oba přívlastky vyjádřeny 2. pádem podstatného jména, na prvním místě má stát vždy genitiv destinační a teprve na druhém genitiv institucionální nebo genitiv označující, po kom je daný jev skutečnosti pojmenován (soubor Fortuna Václava Andra). Je-li přívlastek v základovém pojmenování tvořen předložkovou vazbou, pak je alternativně možné jej i oddělit (správa českého ministerstva vnitra pro dopravu).
Mezi příčinami zvýšeného porušování členské sounáležitostí byla v 70. letech zmiňována vzrůstající intelektualizace spisovného jazyka, jejíž snaha o vyjadřovací přesnost se projevuje mimo jiné v hojném tvoření víceslovných (sdružených) pojmenování, ale také častější uplatňování genitivu na úkor adjektiva, a to i pod vlivem ruštiny, a stoupající frekvence nominativu jmenovacího.

## Postavení přívlastků
Postavení přívlastků v tzv. nominálních (jmenných) skupinách závisí na tom, zda je v mluvnické shodě s řídícím podstatným jménem.

### Shodný přívlastek
Shodný přívlastek, zpravidla přídavné jméno (případně zastupující zájmeno, výjimečně podstatné jméno), se skloňuje společně s podstatným jménem, tj. shoduje se s ním v pádě, čísle a rodě. Jeho základní postavení je před podstatným jménem (antepozice):
- nové auto (nom.), nového auta (gen.), novému autu (dat.) atd.

Ve zvláštních případech může přídavné jméno stát až za podstatným jménem, např. odborných názvech (pod vlivem latiny), ve jménech historických osobností a událostí, v seznamech, při zdůraznění apod.:
- kyselina sírová, meduňka lékařská, tetřev hlušec (lat. acidum sulphuricum, Melissa officinalis, Tetrao urogallus)
- Karel IV. (Čtvrtý), Zlatá bula sicilská
- Prodáváme dřevo smrkové, borové a lipové.

Složitější postupně rozvíjející konstrukce se obvykle přesouvají do postpozice, tzv. pravé větvení:
- hodiny řízené rádiem

Při skloňování:
- Genitiv: hodin řízených rádiem
- Dativ: hodinám řízeným rádiem

atd.
Tvar „rádiem“ zůstává v instrumentálu, neboť v tomto případě přímo nerozvíjí podstatné jméno, ale přídavné jméno.
Může se objevit i obrácený slovosled:
- rádiem řízené hodiny

Toto takzvané levé větvení, typické pro angličtinu, pod jejímž vlivem se takovéto konstrukce objevují (radio-controlled clock), je v češtině málo přirozené a může snižovat srozumitelnost.
Jiný příklad z tisku:
- větrem taženým padákem

V tomto případě se jednalo o padák tažený větrem, nikoliv o vítr tažený padákem, jak by se mohl neinformovaný čtenář domnívat. Viz též Základní slovosled.

### Neshodný přívlastek
Přívlastky, které se nemění bez ohledu na skloňování řídícího podstatného jména, stojí obvykle za tímto jménem (postpozice). Často se jedná o podstatná jména v genitivu, méně často v jiném pádě:
- časování sloves, dům mé matky (genitiv)
- dopis otci (dativ)
- cestování vlakem (instrumentál)
- slovo ryba (nominativ jmenovací)
- výhled na moře, kniha o ptácích, dům bez oken, princezna se zlatou hvězdou (předložkové vazby s akuzativem, lokálem, genitivem či instrumentálem)

Přívlastek neshodný před podstatným jménem (antepozice) stojí jen v některých ustálených archaických spojeních, např.: před slunce východem, na nebe vzetí.

### Postupně rozvíjející přívlastek
Pořadí členů postupně rozvíjejícího přívlastku není zaměnitelné. Bezprostředně před podstatným jménem stojí přídavné jméno, které s ním tvoří těsnější významové spojení, často ustálené. Na prvním místě stojí člen, který toto spojení blíže určuje:
- kapitálový trh – německý kapitálový trh, český kapitálový trh (spíše než kapitálový český trh);
- český premiér – současný český premiér, bývalý český premiér, schopný český premiér.

Změnou pořadí se mění význam spojení:
- obžalovaný bývalý dozorce – býval dozorcem, nyní je obžalovaný (za čin, který pravděpodobně spáchal jako dozorce);
- bývalý obžalovaný dozorce – dozorce, který byl dříve obžalovaný (a nyní již není).

Postupně rozvíjející přívlastek může obsahovat i jiné slovní druhy než přídavná jména. Pořadí potom bývá následující:
- všechen/každý/celý – ukazovací zájmeno – přivlastňovací zájmeno nebo přídavné jméno – číslovka – přídavná jména (kvalitativní – relační – tvořící sousloví).

Příklad:
- celá tato naše první dokončená vědecká studie

Mezi přívlastky může být vložen ještě jiný člen, který je na některém z nich závislý:
- celá tato naše první úspěšně dokončená vědecká studie;
- ten jejich zeleně vymalovaný obývací pokoj.

### Několikanásobný přívlastek
U několikanásobného přívlastku lze zpravidla zaměnit pořadí členů (oddělovaných v písmu čárkou) bez významné změny významu:
- temná, bezhvězdná obloha – bezhvězdná, temná obloha (bezhvězdná a temná obloha).

## Postavení klitik
Krátká, nepřízvučná slova, tzv. příklonky neboli klitika, tvoří přízvučný celek s předcházejícími slovy. Klitika nepodléhají aktuálnímu větnému členění, nýbrž mají své pevné postavení (zpravidla) na druhém místě ve větě. Na první pozici může být:
- holý větný člen (jednotlivé slovo nebo výraz)

Jmenuji se Jan. V noci se ochladilo.
- rozvitý větný člen

Cestující bez platné jízdenky se vystavuje nebezpečí pokuty.
- větný člen rozvitý vedlejší větou přívlastkovou

Cestující, který nemá platnou jízdenku, se vystavuje nebezpečí pokuty.
- vedlejší věta (je-li možné nahradit ji zájmenem to)

Kdo to udělal, se nikdy nezjistilo.
- spojka nebo spojovací výraz, přičemž spojky a, i, ale se nepočítají:

Slíbil, že se vrátí, pak se ale už neukázal.
Slíbil, že se vrátí, ale už se nikdy neukázal.

### Pořadí klitik
Sejde-li se v jedné větě více klitik, jejich pořadí je následující:
- spojka -li
- pomocné sloveso v minulém čase – jsem, jsi (-s), jsme, jste – a v podmiňovacím způsobu – bych, bys, by, bychom, byste
- krátké tvary zvratných osobních zájmen – si, se
- krátké tvary osobních zájmen v dativu – mi, ti, mu
- krátké tvary osobních zájmen v akuzativu – mě, tě, ho, tu, to

Příklady:
- Prohlížel jsem si ho. Já jsem si ho prohlížel.
- Budeš-li se pilně učit, …
- Řekls mu to? Tys mu to řekl?

## Otázka
Při tvoření otázky se často využívá inverzní slovosled (VSO; např. Má Petr auto?), není to však pravidlem. Otázka může mít stejný slovosled jako oznamovací věta. V ústním projevu je indikována především intonací, v písmu pak otazníkem (?), např.:
- Petr nemá nové auto.
- Petr nemá nové auto?

Aktuální větné členění určuje smysl otázky:
- Má auto Petr?
- Má Petr auto?
- Petr auto má?
- Má Petr auto nové?
- Má Petr nové auto?
- Nové auto má Petr?